# Гипуронектор
Гипуронектор (лат. Hypuronector limnaios) — вид вымерших пресмыкающихся из клады Drepanosauromorpha, единственный в роде Hypuronector. Жили во времена триасового периода (норийский век) на территории современного штата Нью-Джерси (США). Название переводится как «озёрный пловец с глубоким хвостом».

## Описание
Небольшое животное, по оценкам, длиной около 12 см. Известны десятки образцов, но полный скелет так и не обнаружен. Поэтому учёные пытаются реконструировать гипуронектора и выяснить, каков у него образ жизни (это до сих пор не удалось). Несмотря на эволюционные отношения, у него мог быть другой образ жизни, чем у других дрепанозавров (таких как Drepanosaurus). Давно установлено, что его родственник мегаланкозавр был древесным животным наподобие хамелеона. Для гипуронектора же был предложен водный образ жизни, так как у него глубокий хвост да и остатки были найдены на дне древнего озера (что, впрочем, не всегда указывает на водный образ жизни). Однако, пока известные нам остатки слишком скудные. Поэтому учёные не могут прийти к окончательному выводу об образе жизни. Открытие его конечностей может продемонстрировать адаптации к древесному образу жизни, это поможет урегулировать споры. Однако, палеонтологам пока они (а также шея и голова) неизвестны. Новые открытия помогут больше узнать об этом загадочном существе.

## Систематика
Учитывая фрагментарность остатков, систематикам трудно однозначно отнести род Hypuronector к какому-либо вышестоящему таксону. Сначала род относили к группе Simiosauria (известной также как «ящерицы-обезьяны» (англ. Monkey lizards), к семейству Drepanosauridae, объявив родственником древесного дрепанозавра Megalancosaurus, пока в 2010 году S. Renesto и др. не оставили в кладе Drepanosauromorpha, помещаемую в подкласс диапсид.